# Fritz Luckhardt
Fritz Luckhardt, né à Cassel dans l'électorat de Hesse le 17 mars 1843 et mort à Vienne en Autriche le 29 novembre 1894, est un photographe autrichien d'origine allemande.

## Biographie
Fritz Luckhardt commence à suivre les cours de Polytechnique à Cassel et travaille ensuite dans une usine de savon à Hanovre puis une usine de parfumerie à Paris. Il entre quelques années plus tard dans l'atelier du chimiste et photographe René Dagron. 
Après avoir déménagé à Vienne en 1865, il est d'abord correspondant spécialisé en langues étrangères dans l'atelier du photographe et éditeur d'art Oscar Kramer (de), avant d'ouvrir son propre studio en 1867. Il se forme en 1867 à la phototypie auprès de Ludwig Angerer.
Il devient connu entre 1868 et 1872 avec ses portraits de femmes, puis se spécialise dans les photographies de célébrités, en particulier d'artistes. De 1871 à 1887, il est secrétaire de la Société photographique de Vienne. 
Luckhardt meurt à Vienne le 29 novembre 1894, ; l'atelier est repris par sa veuve, Franziska (« Fanny ») Uchatius.

## Galerie photographique

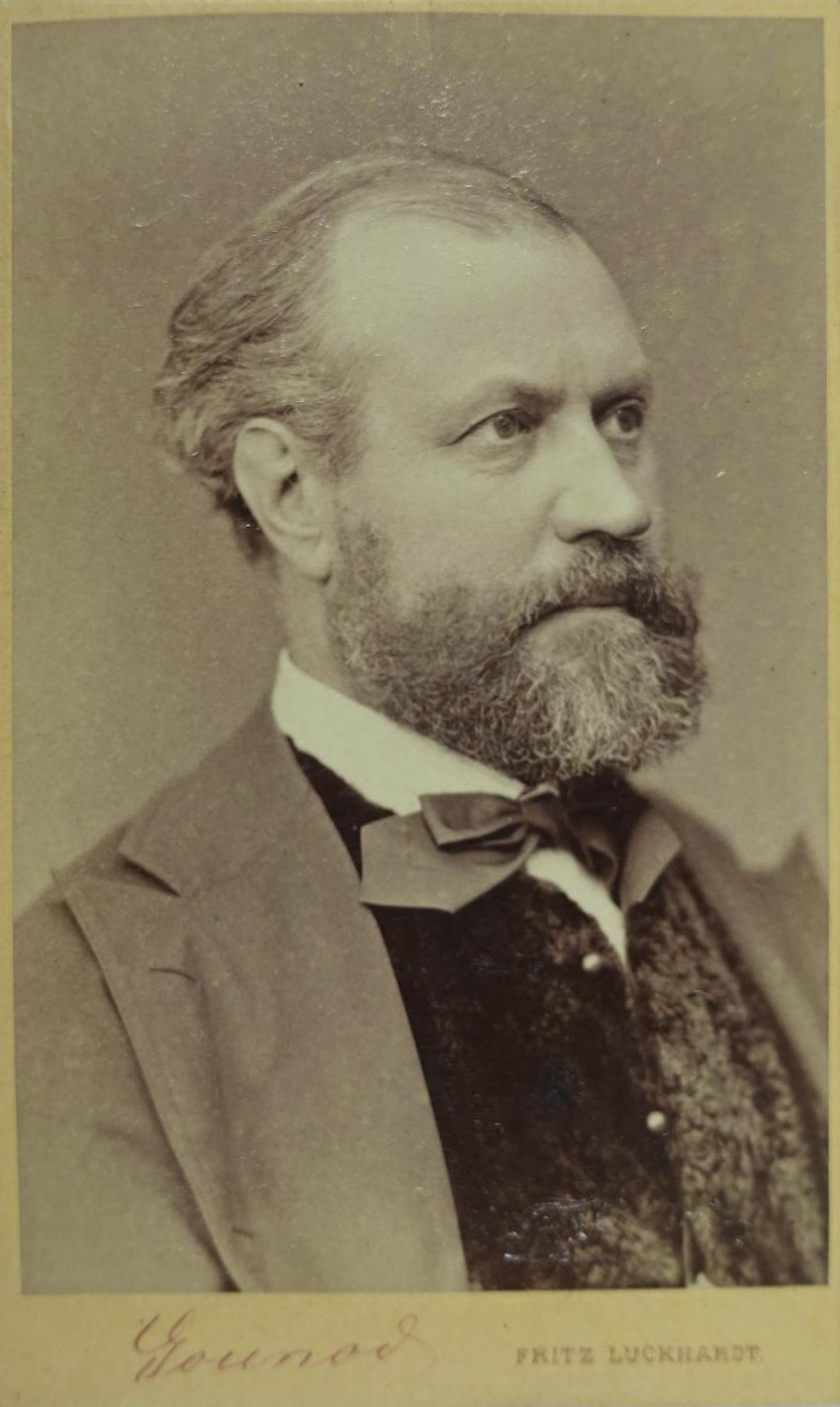
Charles Gounod, vers 1870.
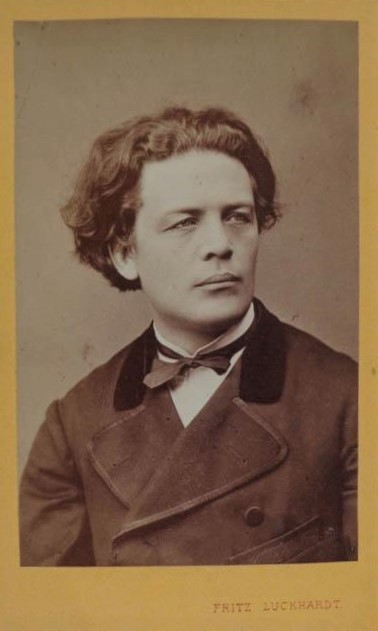
Le pianiste et compositeur russe Anton Rubinstein, vers 1871.
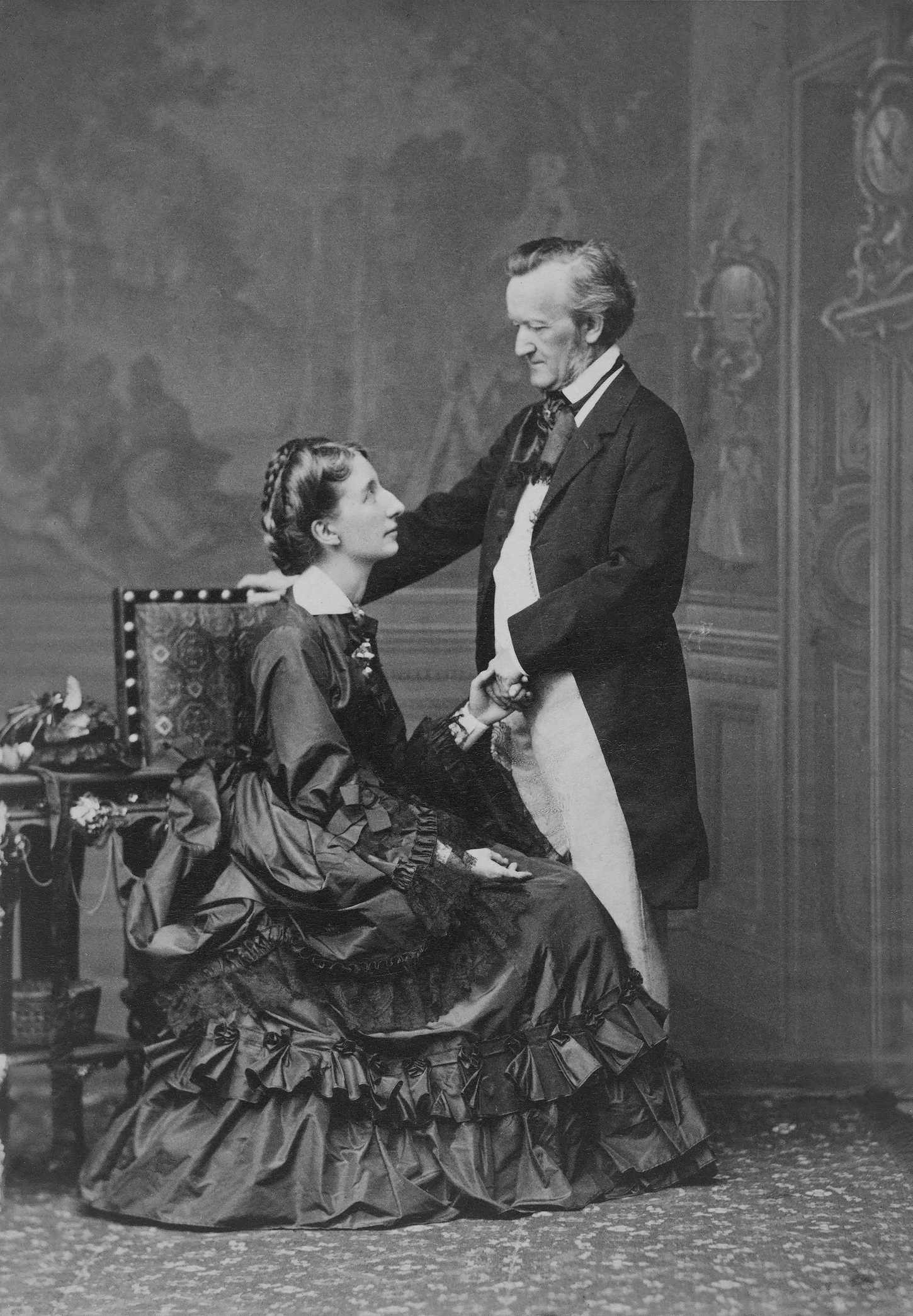
Richard et Cosima Wagner, Vienne, 9 mai 1872.
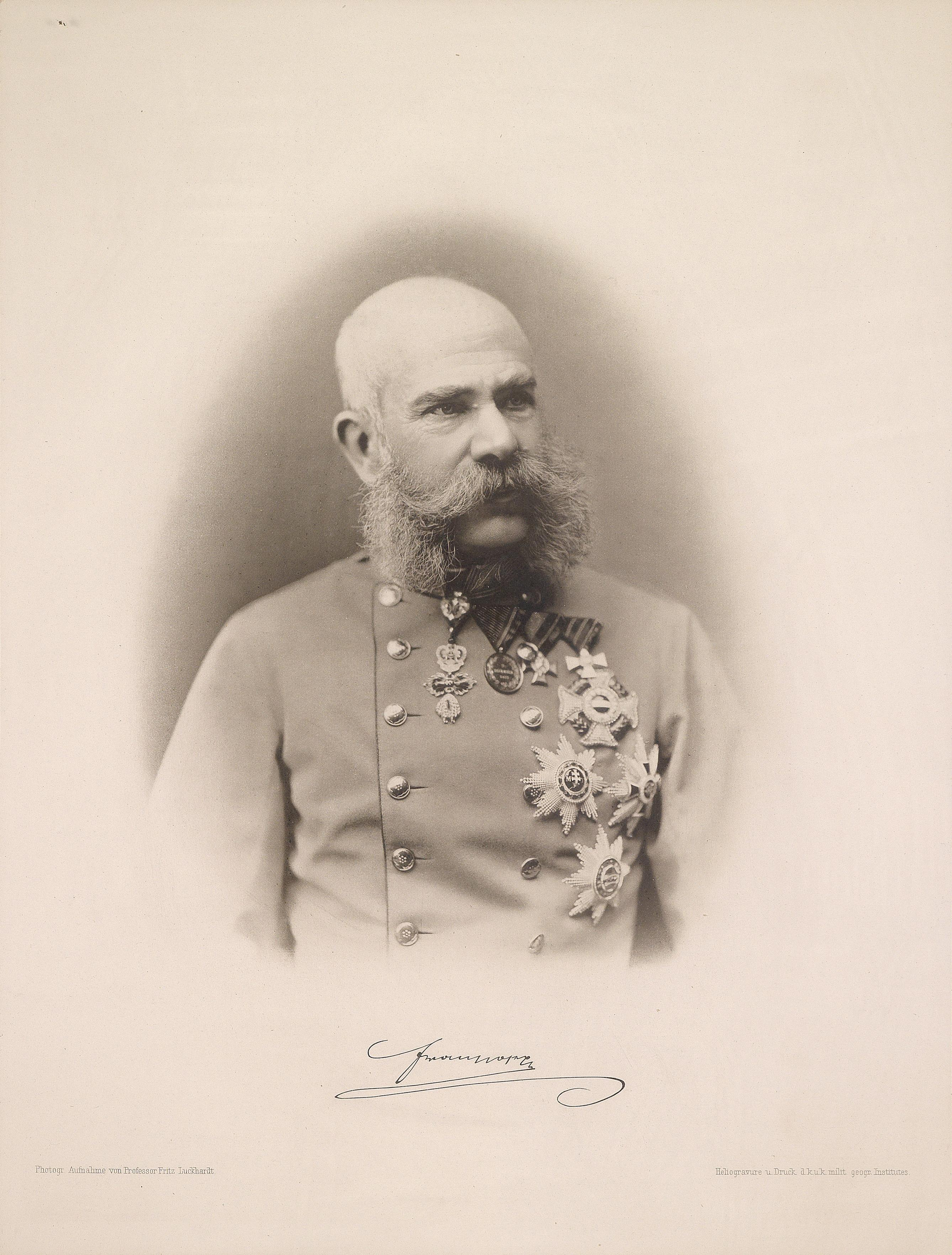
L'empereur François-Joseph Ier ; héliogravure d'après une photographie de Luckhardt, vers 1894.
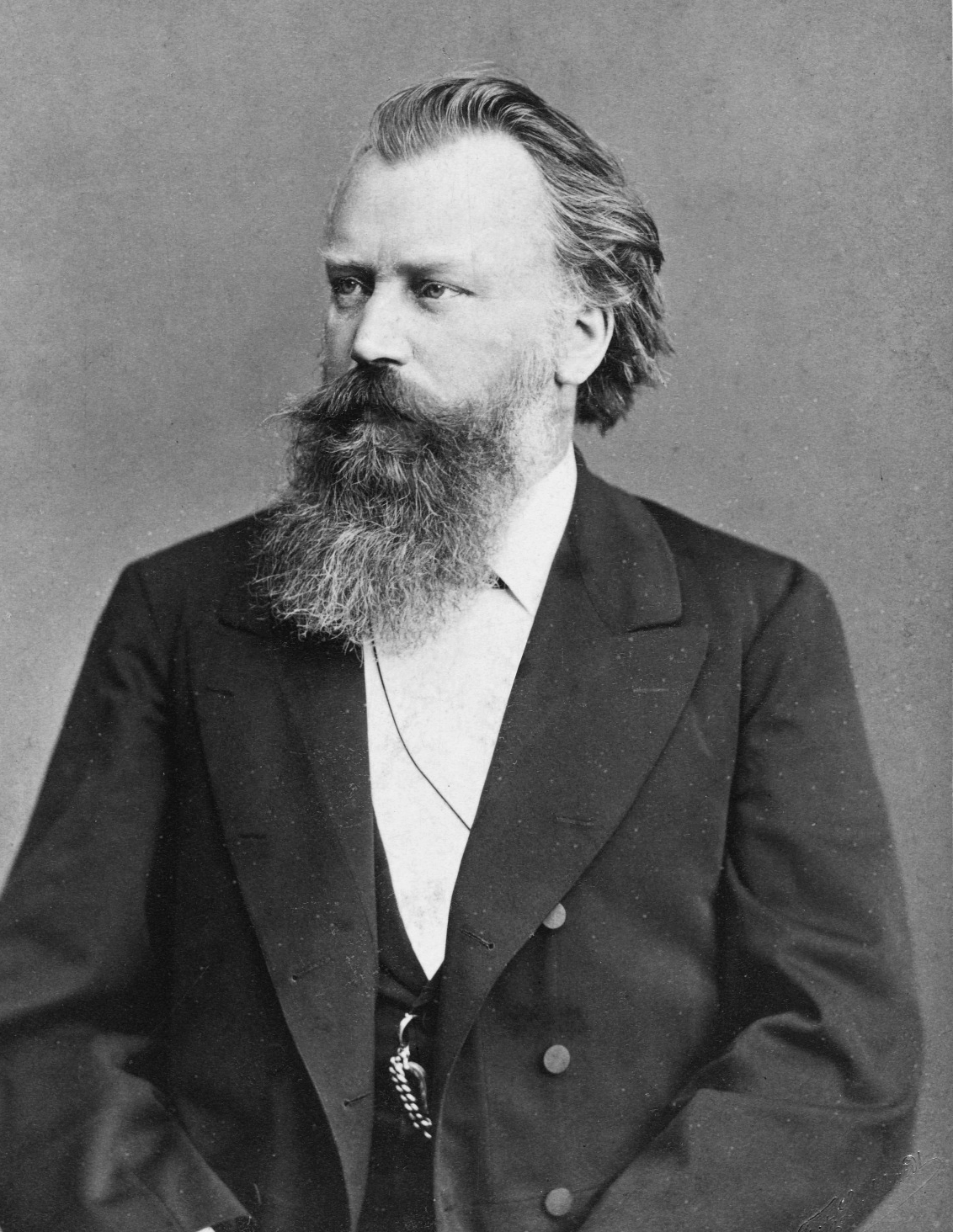
Johannes Brahms, vers 1895.
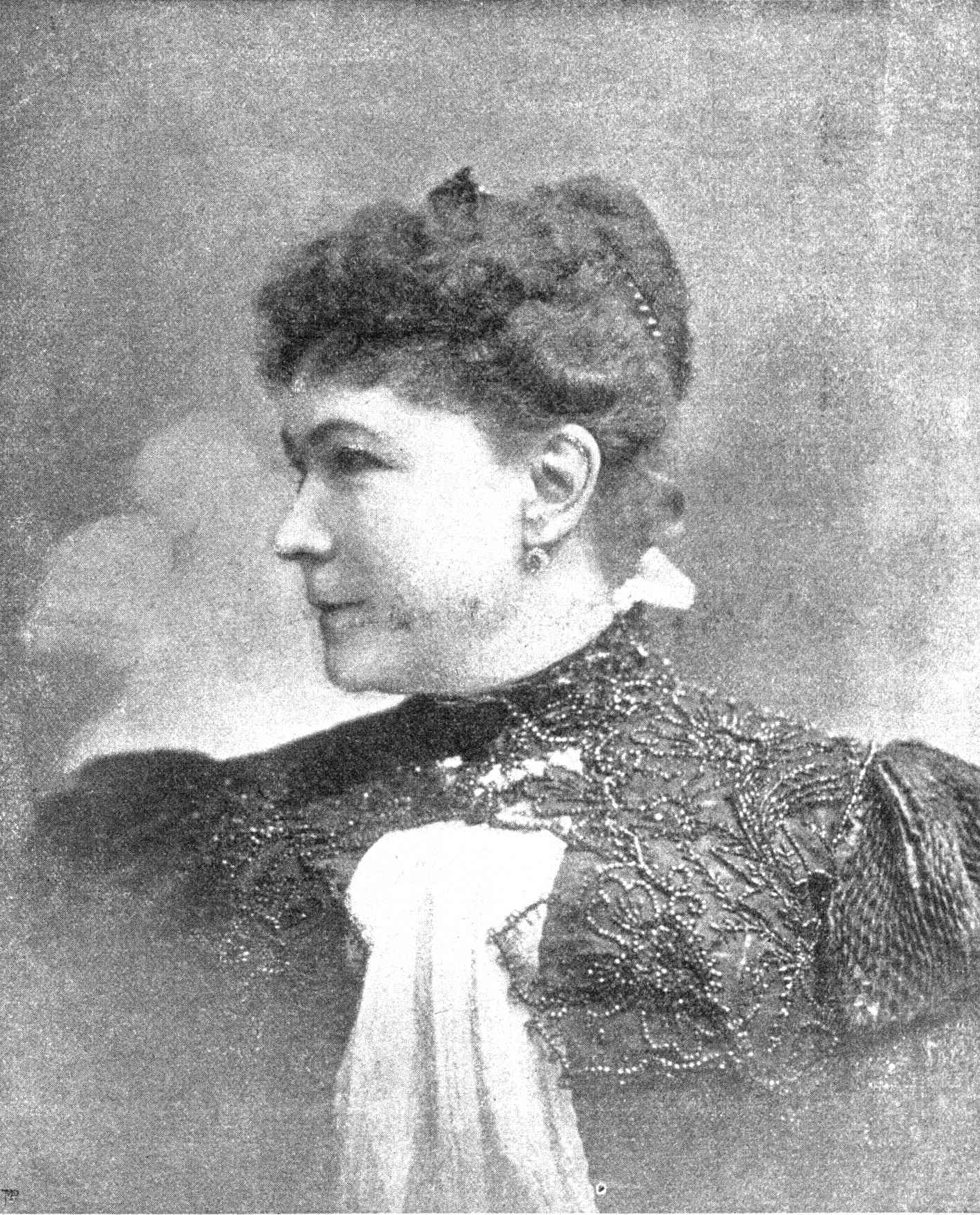
L'actrice et cantatrice Marie Geistinger ; photographie imprimée dans la revue Wiener Bilder, 22 août 1897, p. 5 (Lire en ligne).
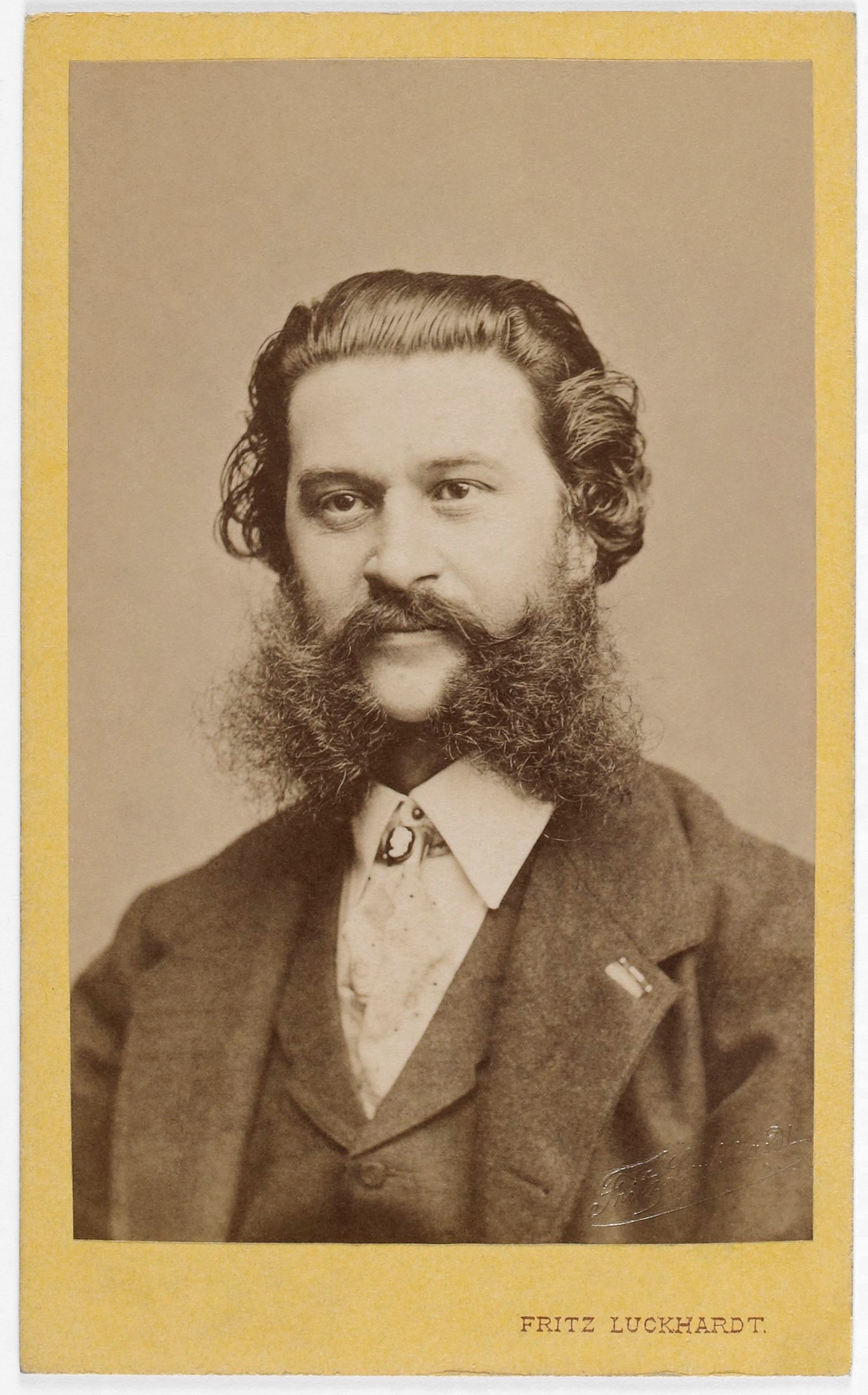
Johann Strauss le Jeune, 1899.
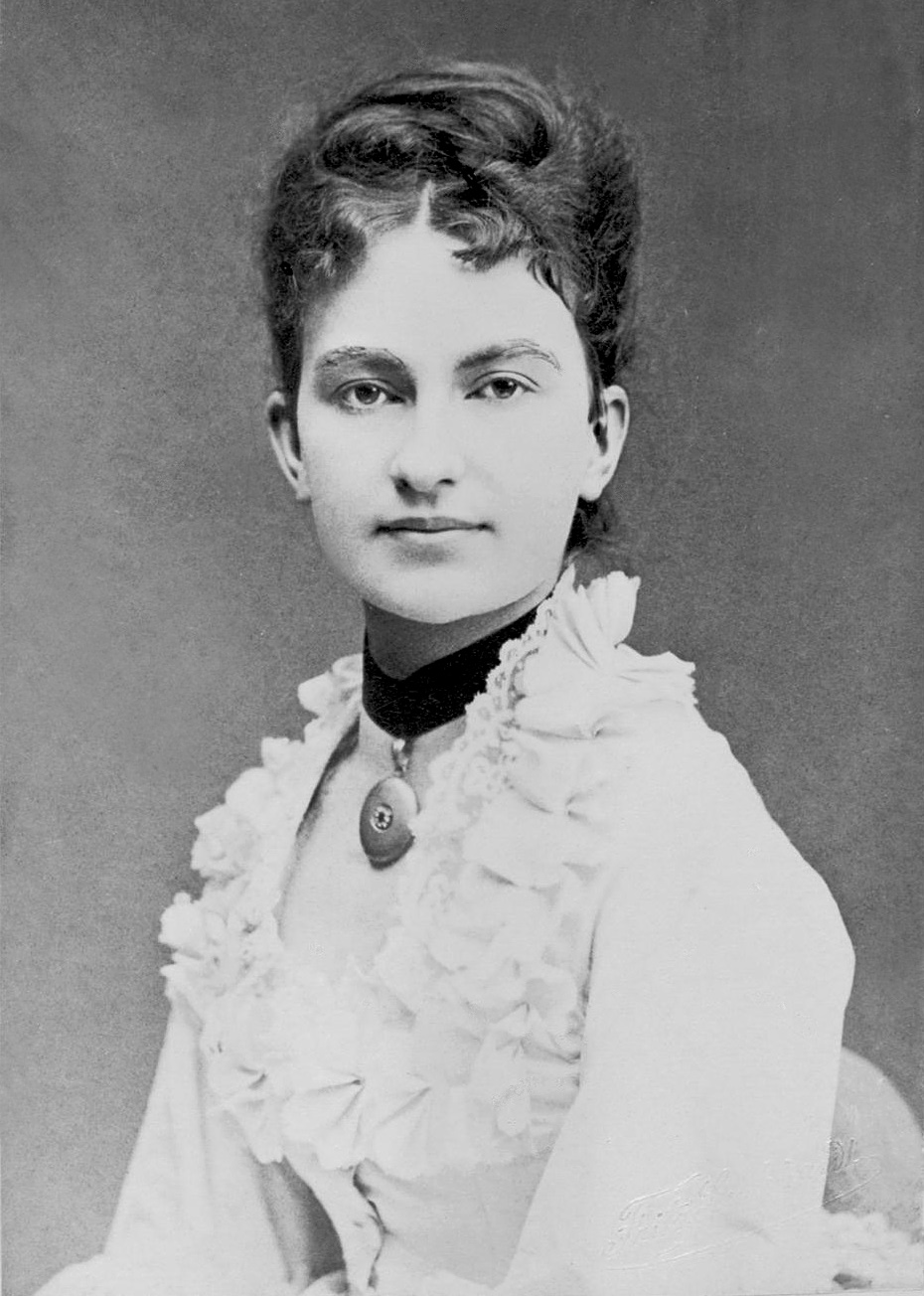
La pianiste russe Anna Esipova.
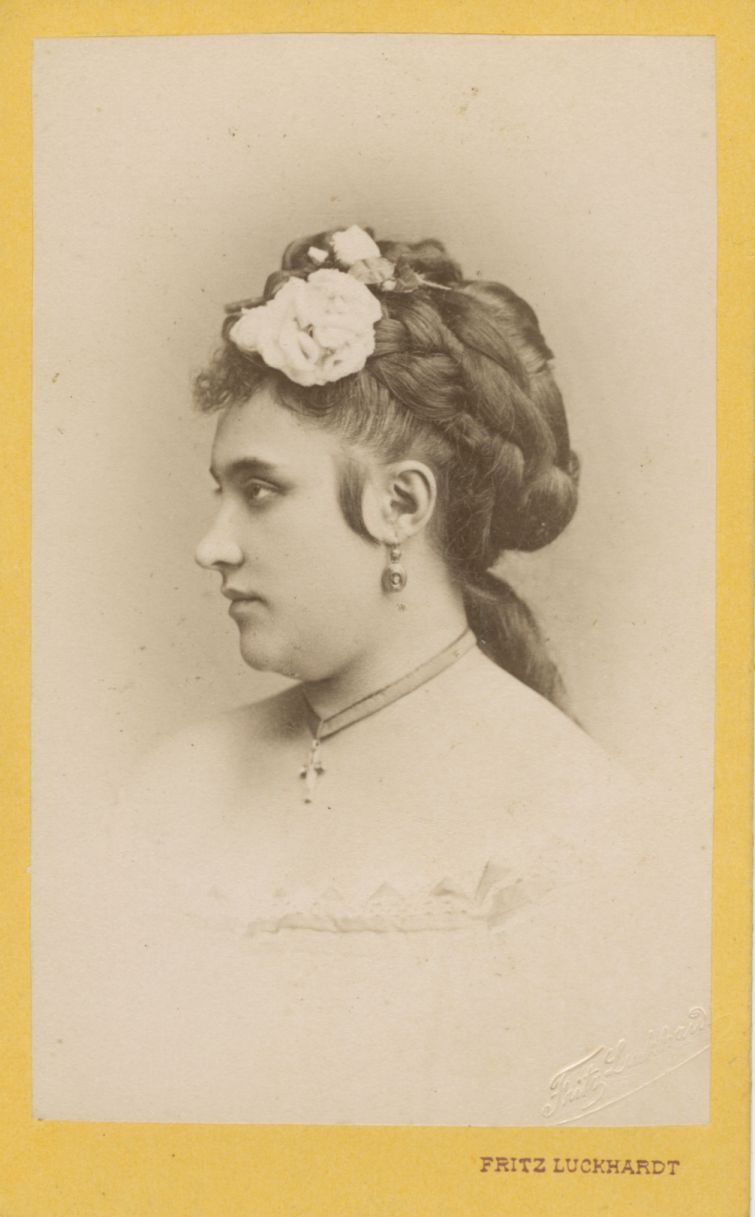
La soprano autrichienne Amalie Friedrich-Materna (1844-1918).
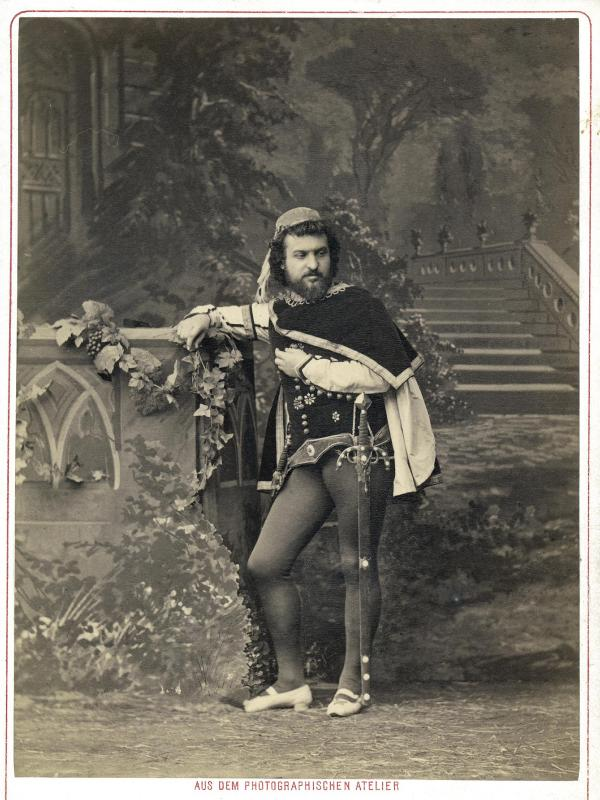
Le ténor autrichien Gustav Walter au Wiener Staatsoper dans le rôle de Roméo du Roméo et Juliette de Charles Gounod.